# Raphael Henrich Tønder
Raphael Henrich Tønder (19. juli 1740 – 21. oktober 1814) var en dansk søofficer.
Han var søn af oberst Henrik Andreas Tønder i første ægteskab. 1759 blev han sekondløjtnant i Marinen, 1763 premierløjtnant, 1772 kaptajnløjtnant, 1776 kaptajn, 1789 kommandørkaptajn og 1797 kommandør. 1800 blev han karakteriseret og 1803 virkelig kontreadmiral.
Efter et togt med linjeskibet Sejeren 1762 var han 1765-70 chef for et marinedetachement i Vestindien. 1770 foretog han et togt med linjeskibet Sophie Magdalene, var derefter 1771-72 interimistisk ekvipagemester på Gammelholm, 1773-74 var han atter på togt, 1778-80 overlods i Vestindien. 1781 førte Tønder fregatten Søridderen, der var vagtskib på Københavns Red, men sendtes samme år til Newport i Irland for at overtage kommandoen over fregatten Bornholm, hvis chef Mathias Bille var død, og som i næsten synkefærdig tilstand var indløbet i denne havn. 1787 og 1788 var han chef for kadetfregatterne og i de følgende år linjeskibschef i de store eskadrer, der udrustedes til neutralitetens beskyttelse; da regeringen 1800 udsendte en eskadre, som demonstrerede mod en engelsk flåde, der under admiral Manley Dixon optrådte på en truende måde i Øresund, førte han linjeskibet Odin. I slaget på Reden 1801 tog han derimod ikke del. 1805 førte han en evolutionseskadre i Sundet og døde 21. oktober 1814.
Tønder var en type på officererne af den gamle skole, myndig og djærv i sin tale, mere frygtet end afholdt af sine underordnede.
14. februar 1770 ægtede han Elisabeth de Hemmer (28. marts 1750 – 1. marts 1808), datter af plantageejer J.P. de Hemmer på St. Croix.